# Tethysbaena atlantomaroccana
Tethysbaena atlantomaroccana är en kräftdjursart som först beskrevs av Lisa Boutin och Philippe Cals 1985.  Tethysbaena atlantomaroccana ingår i släktet Tethysbaena och familjen Monodellidae. Inga underarter finns listade i Catalogue of Life.